# سكوت هوفمان (منافس ألعاب قوى)
سكوت هوفمان (بالإنجليزية: Scott Huffman)‏ هو منافس ألعاب قوى أمريكي، ولد في 30 نوفمبر 1964 في كانساس في الولايات المتحدة.

## وصلات خارجية
- سكوت هوفمان على موقع الاتحاد الدولي لألعاب القوى (الإنجليزية)
- سكوت هوفمان على موقع أوليمبيديا (الإنجليزية)
- سكوت هوفمان على موقع قاعة كنساس للمشاهير الرياضية (مؤرشف) (الإنجليزية)